# 脇田愛二郎

『HELIX-983T』（1998年、群馬県高崎市、高崎市庁舎前）

脇田 愛二郎（わきた あいじろう、1942年 - 2006年1月26日）は、日本の彫刻家・造形作家。

## 来歴
- 1942年 - 東京都に生まれる。父は洋画家の脇田和
- 1964年 - 武蔵野美術大学本科西洋画科卒業後、すぐにアメリカ・ニューヨークに渡る
- 1967年 - ブルックリン・アート・ミュージアムに学ぶ
- 1971年 - シアトル国際版画展で入賞
- 1973年 - 箱根彫刻の森美術館大賞展、東京国立近代美術館にて東京国際版画ビエンナーレ展出品、その後ニューヨークなどの展覧会に参加する
- 1977年 - 栃木県立美術館にて日本の現代美術展出品
- 1983年 - 平櫛田中賞受賞
- 1986年 - 第2回東京野外現代彫刻展で大賞受賞
- 1988年 - アメリカ・ダラスでの個展を皮切りに東京や京都などで順次個展を開催
- 2002年 - 軽井沢の脇田美術館で個展
- 2006年 - 肝不全で死去

## 主な作品収蔵先
- ニューヨーク近代美術館
- カーネギー美術館